# Reprezentacja Indonezji na Mistrzostwach Świata w Wioślarstwie 2009
Reprezentacja Indonezji na Mistrzostwach Świata w Wioślarstwie 2009 liczyła 6 sportowców. Najlepszym wynikiem było 16. miejsce w dwójce podwójnej wagi lekkiej kobiet.

## Medale

### Złote medale
Brak

### Srebrne medale
Brak

### Brązowe medale
Brak

## Wyniki

### Konkurencje mężczyzn
- czwórka bez sternika wagi lekkiej (LM4-): Jamal Jamaluddin, Mochammad Darta, Ketut Sukasna, Agus Budy Aji – 20. miejsce

### Konkurencje kobiet
- dwójka podwójna wagi lekkiej (LW2x): Sri Rahayu Masi, Femmy Yuartini Elia – 16. miejsce